# Ivaldo Bertazzo
Ivaldo Bertazzo é um dançarino brasileiro, coreógrafo e terapeuta de movimentos.  
Bertazzo nasceu em São Paulo em 1949, é filho de pai italiano e mãe libanesa. Ele começou sua carreira profissional como dançarino aos dezesseis anos de idade. Ele se apresentou na América Latina e em outras partes do mundo, como na Europa, África e Ásia.
Desde 1975, ele continuou sua carreira como trabalhador da juventude, professor de dança e coreógrafo. Este ano em particular, fundou a Escola de Movimento (Movimento da Escola), em São Paulo. Aqui ele desenvolve novos esquemas de treinamento para jovens das favelas e outras origens desfavorecidas. Ele oferece perspectivas, dando aulas de dança e movimento e educação cultural. Além disso, eles têm lições de origami — para treinar a visão espacial —, canto, percussão, história da dança, comunicação, patologia fonoaudiológica e assistência médica.
Em suas coreografias, ele combina diferentes estilos de dança, do hip hop, capoeira até à dança indiana. Com seus alunos, ele faz aparições em todo o mundo.
Em 2004, Bertazzo foi homenageado com um prêmio Prince Claus dos Países Baixos por "estabelecer esses programas inovadores que colocam os jovens em contato com seu potencial e por estimular a criatividade cultural que oferece oportunidades para indivíduos e comunidades".